# 汉口中共中央宣传部旧址
汉口中共中央宣传部旧址，位于中华人民共和国湖北省武汉市江岸区吉庆街116-126号，是1927年3月-9月中共中央宣传部的驻地，当时的门牌号为辅义里27号。2010年，该旧址在革命遗址普查中得到确认，此后得到修复并改建为“汉口中共中央宣传部旧址暨瞿秋白旧居陈列馆”。2013年，该旧址被列为全国重点文物保护单位。

## 历史
辅义里建成于1917年，这片居住区由广兴荣营造厂营造，刘子敬投资建造。1927年3月，中国共产党中央随国民政府由广州迁至武汉，瞿秋白也从上海赶到武汉主持中共中央宣传部和党中央工作，居住地和工作地为辅义里27号:208，其居住地即成为了中共中央宣传部驻地。七一五事变之后，中宣部下设的长江书店被查抄，附属的长江印刷厂也遭到破坏。1927年9月，中共中央宣传部在经过几次搬迁之后，随其他中央机关迁回上海。
2010年，中共武汉市党委得知汉口中宣部旧址即将拆迁，遂将该消息反映给了正在进行革命遗址普查的工作人员。经过向瞿秋白夫人杨之华的妹妹杨之英确认，以及查证相关资料，普查人员确认了现吉庆街116-126号即为当年的辅义里27号。2011年至2012年，该旧址得以按原貌修复、加固。2013年，汉口中共中央宣传部旧址被列为全国重点文物保护单位。2013年至2015年，该旧址计划改为“汉口中共中央宣传部旧址暨瞿秋白旧居陈列馆”，并于2015年施工，2016年1月正式开馆。

## 结构
汉口中共中央宣传部旧址为一幢两层的砖木结构青砖红瓦房，共有六个相连的开间，两两对称，楼上和楼下由木质楼梯相连。有两个天井、屋顶阳台。二层左侧为中宣部原办公场所，右侧则为瞿秋白夫妇的卧室。